# 祖扎娜·帕维尔科娃
祖扎娜·帕维尔科娃（捷克語：Zuzana Pavelková，1992年3月16日—），捷克女子羽毛球運動員。

## 簡歷
2014年12月，帕维尔科娃出戰美國羽毛球大獎賽，打進女子單打準決賽。

## 主要比賽成績
只列出曾進入準決賽的國際賽事成績：
| 年份   | 賽事                   | 公開賽級別 | 項目     | 拍檔 | 成績   |
| ------ | ---------------------- | ---------- | -------- | ---- | ------ |
| 2014年 | 斯洛伐克羽毛球公開賽   | 未來系列賽 | 女子單打 | －   | 準決賽 |
| 2014年 | 美國羽毛球大獎賽       | 黃金大獎賽 | 女子單打 | －   | 準決賽 |
| 2015年 | 牙買加羽毛球國際賽     | 國際系列賽 | 女子單打 | －   | 亞軍   |
| 2015年 | 吉拉爾迪拉羽毛球賽     | 國際系列賽 | 女子單打 | －   | 準決賽 |
| 2015年 | 以色列夏瑣羽毛球國際賽 | 未來系列賽 | 女子單打 | －   | 冠軍   |
| 2016年 | 以色列夏瑣羽毛球國際賽 | 未來系列賽 | 女子單打 | －   | 準決賽 |
| 2017年 | 以色列夏瑣羽毛球國際賽 | 未來系列賽 | 女子單打 | －   | 準決賽 |

| 2007-2017年 | 首要超級賽 | 超級賽 | 黃金大獎賽 | 大獎賽 | 國際挑戰賽 | 國際系列賽 | 未來系列賽 | 其他 |

| 2018-2026年 | 總決賽 | 超級1000賽 | 超級750賽 | 超級500賽 | 超級300賽 | 超級100賽 | 國際挑戰賽 | 國際系列賽 | 未來系列賽 | 其他 |